# 1404 км (платформа)
1404 км — пасажирський залізничний зупинний пункт Кримської дирекції Придніпровської залізниці на електрифікованій лінії Джанкой — Севастополь між станціями Урожайна (7 км) та Борангар (5 км). Розташований біля села Янтарне Курманського району Автономної Республіки Крим.

## Пасажирське сполучення
На Платформі 1404 км зупиняються приміські електропоїзди сполученням Сімферополь — Євпаторія та Сімферополь — Джанкой / Солоне Озеро.